# Passum
Passum (passon, stapidites oder hepsema) war in der römischen Antike des 1. bis 4. Jahrhunderts ein kretischer süßer Wein (wohl dem heutigen Dessertwein entsprechend), der neben anderen Weinarten ein wichtiger Exportartikel der damals dem Römischen Reich eingegliederten Mittelmeerinsel war. Passum wird von zahlreichen griechischen und lateinischen Autoren als Genuss- und Heilmittel erwähnt.
Daneben stammten aus dem antiken Kreta die Weinsorten athalassos als Wein ohne Meerwasser, hydatodes als leichter Weißwein sowie theraios als süßer Wein. Im Asklepiosheiligtum im südkretischen Lebana fand der Wein, mit Pfeffer gemischt, als Heilmittel seine Verwendung, wie Inschriften belegen.
Der kretische Weinexport in nachchristlicher Zeit resultierte dabei aus dem sozialen und wirtschaftlichen Wandel, dem Kreta nach der römischen Eroberung (67 v. Chr.) unterlag. Auf der mit der Kyrenaika zu einer Provinz vereinigten Insel gab es nun und besonders nach der Epoche der römischen Bürgerkriege eine wirtschaftliche Erneuerung hin zu einer Plantagenwirtschaft, die speziell den Wein- und Olivenanbau umfasste und auf den Export unter anderem nach Italien und dem Westen des Römischen Reiches ausgerichtet war.
Erstmals schriftlich von Mago erwähnt findet sich im Werk De re rustica von Lucius Iunius Moderatus Columella ein ausführlicher Auszug im Buch 12.